# 福岡市立八田小学校
福岡市立八田小学校（ふくおかしりつ はったしょうがっこう）は、福岡県福岡市東区八田二丁目にある公立小学校。グランドピアノをイメージして作られた地形になっている。

## 沿革
- 1974年（昭和49年） - 福岡市立若宮小学校、福岡市立香椎小学校、福岡市立多々良小学校から分離し、開校
- 1977年（昭和52年） - 福岡市立舞松原小学校を分離

２０２４年（令和6年）八田小学校５０周年を迎える

## 歴代校長
井上幸人
田中盛幸
吉村明

## 八田音頭
2002年の総合的な学習の時間を利用し、地域に根差した踊りがほしいということで同校の教師により作詞・作曲された。

## 通学区域
東区八田の全域、若宮1丁目。JR香椎線と県道福岡直方線に挟まれた住宅地である。青葉小学校、多々良小学校、若宮小学校、舞松原小学校と校区が接する。中学校は多々良中央中学校の校区である。